# Demografia Elveției
Demografia Elveției. Elveția este situată la intersecția mai multor culturi europene importante care au influențat puternic limba și cultura țări.
Elveția are patru limbi oficiale: germană (63,7 % din populația totală cu tot cu rezidenții străini; 72,5 % din rezidenți cu cetățenie elvețiană, în 2000), în nordul, estul și centrul țării; franceză (20,4 %; 21,0 %) în partea vestică; italiană (6,5 %; 4,3 %) în sud, precum și retoromană în sud și sud-est, o limbă romanică retică vorbită la nivel local de către o minoritate mică (0,5 %; 0,6 %) în cantonul Graubünden.

## Retoromana
Retoromana este desemnată de către Constituția Federală ca fiind limbă națională alături de limbile germană, franceză și italiană (articolul 4 din Constituție), și ca limbă oficială (dar nu deplină) în cazul în care autoritățile comunică cu persoane vorbitoare de limba retoromană (articolul 70). Totuși legile federale și actele oficiale nu trebuie să fie decretate și în această limbă. Guvernul federal este obligat să comunice în limbile oficiale, și în Parlamentul Federal are loc o traducere simultană doar în limba germană, franceză și italiană.

## Germana din Elveția
Limba germană vorbită în Elveția este, în principal, constituită dintr-un grup de dialecte alemanice cunoscute sub numele de „germană elvețiană” (Schwyzerdütsch). Aceasta se folosește și la majoritatea emisiunilor de radio și de televiziune. În comunicarea scrisă se folosește însă de obicei limba germană standard (Hochdeutsch).

## Franceza și italiana din Elveția
În mod similar există unele dialecte de franco-provensală în comunitățile rurale din partea francofonă, cunoscute sub numele de "Suisse Romande”, numite Vaudois, Gruérien, Jurassien, Empro, Fribourgeois, Neuchâtelois, și în ariile cu vorbitori de italiană, Ticinese (un dialect de Lombard).

## Detalii suplimentare
Germana, franceza și italiana din Elveția împrumută unii termeni care nu sunt înțeleși în afara Elveției (de ex. termeni din alte limbi: în germană se folosește cuvântul Billette din limba franceză).
Învățarea la școală a uneia din celelalte limbi naționale este obligatorie pentru toți elvețienii; de aceea majoritatea elvețienilor ar trebui să fie cel puțin bilingvi, în special cei care aparțin minorităților.

## Străinii
Rezidenții străini și lucrătorii temporari străini constituie aproximativ 22 % din populație. Cei mai mulți dintre aceștia (60 %) sunt din Uniunea Europeană sau din țările AELS. Italienii sunt cel mai mare grup de străini, cu 17,3 % din totalul populației străine. Aceștia sunt urmați de către germani (13,2 %), imigranții din Serbia și Muntenegru (11,5 %) și Portugalia (11,3 %). Imigranții din Sri Lanka, majoritatea refugiați ai fostului Tamil, sunt cel mai mare grup în rândul persoanelor de origine asiatică. Începând cu anul 2000, instituțiile interne și internaționale și-au exprimat punctul de vedere cu privire la ceea ce ei percep drept creștere a xenofobiei, în special în unele campanii politice. Cu toate acestea, proporția ridicată a cetățenilor străini în țară, precum și integrarea neproblematică a străinilor, subliniază modul de dezvoltare al Elveției.